# Rote Feuerameise
Die Rote Feuerameise (Solenopsis invicta) ist ein ursprünglich aus Südamerika stammender Vertreter der Feuerameisen (Solenopsis), die zur Unterfamilie der Knotenameisen (Myrmicinae) gehören.
Seit ca. 1920 hat sich die Rote Feuerameise als Neozoon in den südlichen Staaten der USA und in Mexiko ausgebreitet. Sie wurde neuerdings auch in Australien, China, Taiwan und im Oktober 2022 bei Syrakus in Sizilien entdeckt. Einen wissenschaftlichen Nachweis für ihr Vorkommen in Europa gibt es seit September 2023.

## Lebensweise
Die Kommunikation der Art verläuft wie bei vielen Ameisenarten vornehmlich über Geruchsstoffe, die  Insektenpheromone: Die Ameisen produzieren eine ganze Reihe davon und verständigen sich so innerhalb ihrer Kolonie. Hinzu kommen taktile Kommunikation sowie Geräusche, die durch Stridulation oder Klopfen der Beine entstehen, für Artgenossen allerdings nur in einem Umkreis von wenigen Zentimetern hörbar sind.
Feuerameisen können Überschwemmungen überleben, indem sich die weiblichen Einzeltiere und Larven mit ihren Körpern zu einem Floß verbinden; diese Flöße können ausschließlich aus Arbeiterinnen bestehen, meist beherbergen sie aber auch Brut und Königinnen, oft auch Symbionten und männliche Ameisen. Es wurde aber auch beobachtet, dass männliche Ameisen daran gehindert wurden, Platz auf dem Floß einzunehmen, Einzelameisen ertrinken.
Die Rote Feuerameise war die erste Ameisen-Art, bei der ein Magnetsinn nachgewiesen wurde; als möglicher Sitz dieses Magnetsinns wurden die Fühler bzw. „Antennen“ der Ameisen erörtert.

## Ausbreitung und Probleme
Ihre rasche Verbreitung nach ihrer Einschleppung in den USA ist auf ihr aggressives Verhalten zurückzuführen, das sie sowohl gegen andere Ameisenarten als auch gegen potentielle Angreifer wie den Menschen an den Tag legt. Dieses Verhalten hat ihr einen recht ungewöhnlichen wissenschaftlichen Artnamen eingebracht: Solenopsis invicta bedeutet übersetzt „unbesiegte Feuerameise“. Unter der Ausbreitung der Insekten hat allerdings nicht nur der Mensch zu leiden. Die Feuerameisen sind effektive Raubtiere unter den Insekten. Sie ernähren sich von beinahe allen anderen Insekten und wurden somit zu einer der wirksamsten Waffen gegen Schädlinge in der Landwirtschaft. Hier wird sie teilweise eingesetzt, um die Populationen der Kornbohrer, verschiedener Blattläuse und einer Reihe weiterer Schadinsekten zu reduzieren. Besonders aggressiv gehen die eingeschleppten Roten Feuerameisen jedoch gegen andere Ameisenarten vor. So haben sie in den südlichen USA die ehemals hier heimischen Feuerameisen Solenopsis xyloni und Solenopsis geminata beinahe ausgerottet. Ebenfalls wurden die Populationen der Ernteameisen Pogonomyrmex badius durch die eingeführte Art drastisch reduziert und auch sehr viele andere Ameisenarten werden durch die Rote Feuerameise bedroht. Im Süden der USA begannen vor einigen Jahren Versuche der biologischen Bekämpfung durch einen natürlichen Feind. Zum Einsatz kommt eine Art parasitoider Buckelfliegen (Phoridae), Euryplatea nanaknihali, auch Scharfrichterfliegen genannt, die aus Brasilien eingeführt wurden.
Die Weibchen dieser Fliege greifen die wesentlich größeren Ameisen im Sturzflug an und injizieren ein Ei in deren Mesosoma. Die Larve schwächt langsam das Wirtstier, bis dieses stirbt und von anderen Arbeiterinnen vor dem Bau abgelegt wird. Hier schlüpfen kurz danach die jungen Fliegen. Diese beginnen in kürzester Zeit die nächste Angriffswelle. Die Wirksamkeit als parasitärer Feind ist zwar gering (Schätzungen: < 3 % Befall), jedoch können die Fliegen bei massenweisem Auftreten den normalen Nestbau, Nahrungsbeschaffung und Brutpflege stark stören.
In China begannen die Behörden Anfang 2005 mit der Bekämpfung von Kolonien in Hongkong und Guangdong. Ebenfalls hat sich die Rote Feuerameise in Australien verbreitet.
Die Rote Feuerameise wurde 2022 in die Liste invasiver gebietsfremder Arten von unionsweiter Bedeutung für die Europäische Union aufgenommen. Die Art zählt zu den 100 gefährlichsten Neobiota weltweit.

## Angriff und Wirkung auf den Menschen

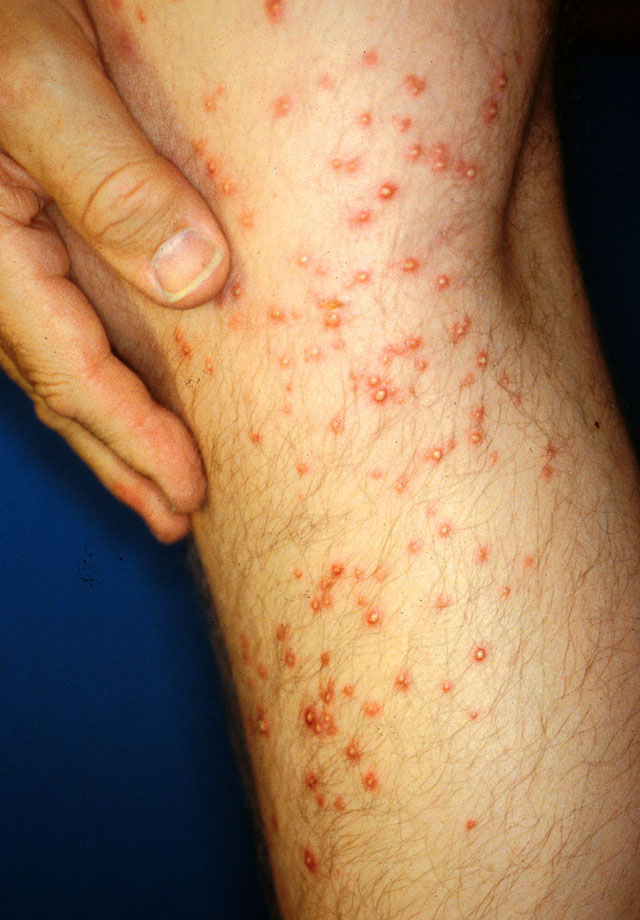
Ein von Feuerameisen zerstochenes Bein

In einigen Staaten der USA hat sich die Rote Feuerameise zu einem der häufigsten Allergieauslöser entwickelt: In den betroffenen Gebieten wie Texas werden jährlich etwa 13 % der Bevölkerung Opfer von Ameisenattacken – mehr als im gleichen Zeitraum zum Beispiel durch die berüchtigten „Killerbienen“ oder Wespen.
Bei einem Angriff attackiert die kleine Ameise durch eine Kombination ihrer Kiefer und ihres Giftstachels am Hinterleib. Sie beißt erst in die Haut und spritzt in die entstandene Wunde ihr Gift ein. Mehrere dieser Angriffe erfolgen in kurzen Abständen voneinander. Das Gift besteht hauptsächlich aus hochwirksamen Alkaloiden, die mit einer leichten Zeitverzögerung eine brennende Hautreaktion hervorrufen. Die betroffene Stelle wird feuerrot und bildet Pusteln, bei Allergikern kommen Schockreaktionen hinzu. Ausgelöst werden diese durch verschiedene Bestandteile des Giftes, von denen bisher allerdings erst vier Substanzen identifiziert werden konnten.
Begegnungen mit einzelnen Ameisen sind entsprechend nur für Allergiker gefährlich. Wird jedoch eine Kolonie der Tiere aufgestört, stürzen sich gleich Hunderte auf den potentiellen Angreifer. Schwere „Verbrennungen“ und lebensgefährliche Schockreaktionen sind das Resultat einer solchen Begegnung.